# Liste des cantons du département des Vosges

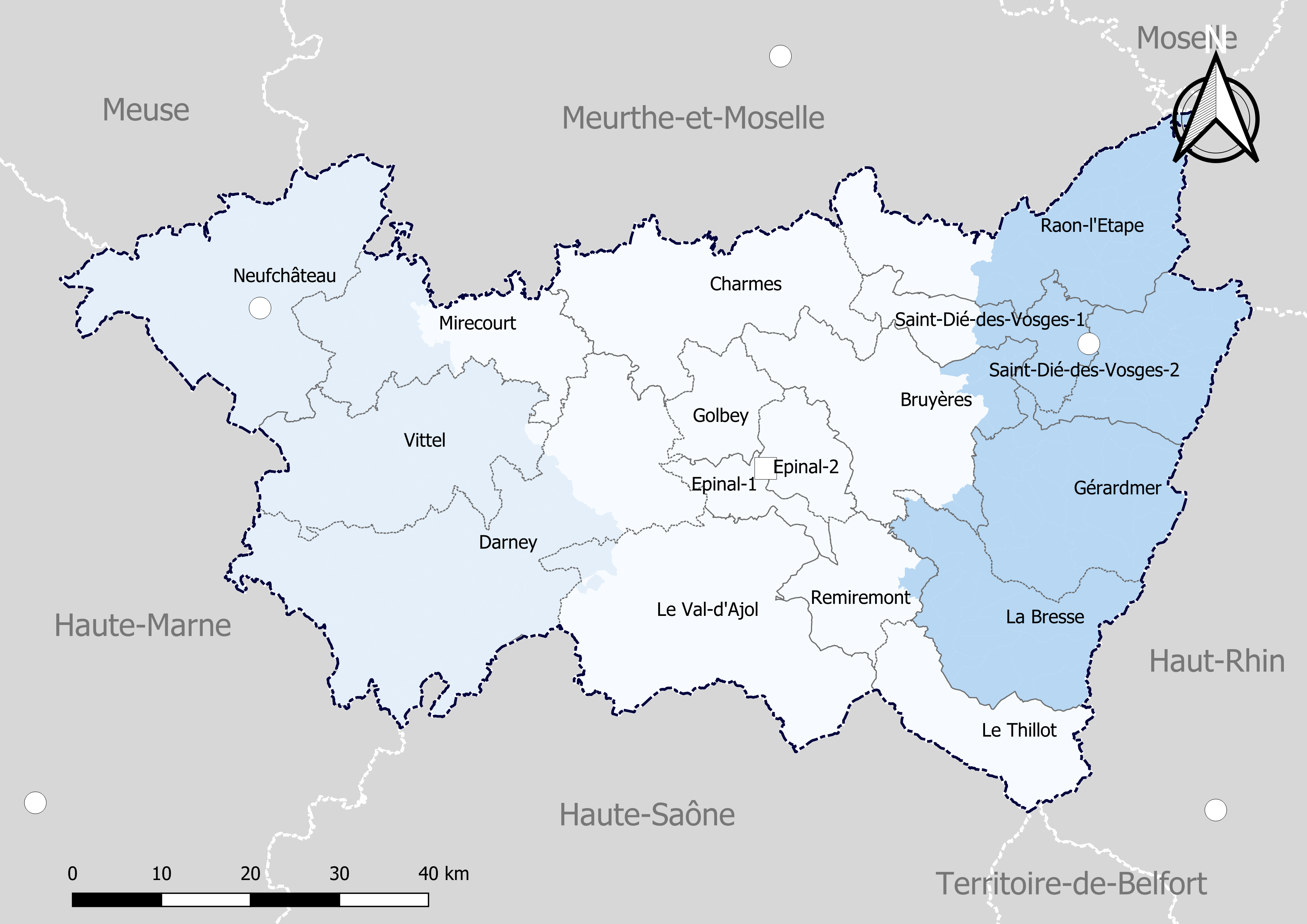
Découpage cantonal du département des Vosges, avec en surimpression les arrondissements (en nuances de bleu) - Carte arrêtée au 1er janvier 2019.

Jusqu'en 2014, le département des Vosges comprenait 31 cantons. À la suite du redécoupage cantonal de 2014, le nombre de cantons est réduit à 17.

## Découpage cantonal entre 1973 et 2014

Carte des cantons des Vosges avant le redécoupage de 2014

L'arrondissement d'Épinal compte 13 cantons (préfecture : Épinal) :
- canton de Bains-les-Bains
- canton de Bruyères
- canton de Charmes
- canton de Châtel-sur-Moselle
- canton de Dompaire
- canton d'Épinal-Est
- canton d'Épinal-Ouest
- canton de Plombières-les-Bains
- canton de Rambervillers
- canton de Remiremont
- canton de Saulxures-sur-Moselotte
- canton du Thillot
- canton de Xertigny

L'arrondissement de Neufchâteau compte 9 cantons (sous-préfecture : Neufchâteau) :
- canton de Bulgnéville
- canton de Châtenois
- canton de Coussey
- canton de Darney (depuis le 1er janvier 2013)
- canton de Lamarche
- canton de Mirecourt (depuis le 10 septembre 1926)
- canton de Monthureux-sur-Saône (depuis le 1er janvier 2013)
- canton de Neufchâteau
- canton de Vittel (depuis le 10 septembre 1926)

L'arrondissement de Saint-Dié-des-Vosges compte 9 cantons (sous-préfecture : Saint-Dié-des-Vosges) :
- canton de Brouvelieures
- canton de Corcieux
- canton de Fraize
- canton de Gérardmer
- canton de Provenchères-sur-Fave
- canton de Raon-l'Étape
- canton de Saint-Dié-des-Vosges-Est (depuis 1982)
- canton de Saint-Dié-des-Vosges-Ouest (depuis 1982)
- canton de Senones

## Redécoupage cantonal de 2014

Carte des cantons des Vosges après le redécoupage de 2014

Dans la poursuite de la réforme territoriale engagée en 2010, l'Assemblée nationale adopte définitivement le 17 avril 2013 la réforme du mode de scrutin pour les élections départementales destinée à garantir la parité hommes/femmes. Les lois (loi organique 2013-402 et loi 2013-403) sont promulguées le 17 mai 2013. Un nouveau découpage territorial est défini par décret du 27 février 2014 pour le département des Vosges. Celui-ci entre en vigueur lors du premier renouvellement général des assemblées départementales suivant la publication du décret, prévu en mars 2015, remplaçant les élections cantonales de 2014 et 2017. Les conseillers départementaux sont élus au scrutin majoritaire binominal mixte. Les électeurs de chaque canton éliront au Conseil départemental, nouvelle appellation des Conseils généraux, deux membres de sexe différent, qui se présenteront en binôme de candidats. Les conseillers départementaux seront élus pour 6 ans au scrutin binominal majoritaire à deux tours, l'accès au second tour nécessitant 10 % des inscrits au 1er tour. En outre la totalité des conseillers départementaux est renouvelée.
Ce nouveau mode de scrutin nécessite un redécoupage des cantons dont le nombre est divisé par deux avec arrondi à l'unité impaire supérieure si ce nombre n'est pas entier impair et avec des conditions de seuils minimaux. Dans les Vosges le nombre de cantons passe ainsi de 31 à 17.
Les critères du remodelage cantonal sont les suivants : le territoire de chaque canton doit être défini sur des bases essentiellement démographiques, le territoire de chaque canton doit être continu et les communes de moins de 3 500 habitants sont entièrement comprises dans le même canton. Il n’est fait référence, ni aux limites des arrondissements, ni à celles des circonscriptions législatives.
Conformément à de multiples décisions du Conseil constitutionnel depuis 1985 et notamment sa décision no 2010-618 DC du 9 décembre 2010, il est admis que le principe d’égalité des électeurs au regard des critères démographiques est respecté lorsque le ratio conseiller/habitant de la circonscription est compris dans une fourchette de 20 % de part et d'autre du ratio moyen conseiller/habitant du département. Pour le département des Vosges, la population de référence est la population légale en vigueur au 1er janvier 2013, à savoir la population millésimée 2010, soit 379 724 habitants. Avec 17 cantons la population moyenne par conseiller départemental est de 22 337 habitants. Ainsi la population de chaque nouveau canton doit-elle être comprise entre 17 869 habitants et 26 804 habitants pour respecter le principe de l'égalité citoyenne au vu des critères démographiques.

### Composition détaillée
| N° | Nom du canton          | Bureau centralisateur | Population (2022) | Nombre de communes                 | Communes composant le canton | |
| -- | ---------------------- | --------------------- | ----------------- | ---------------------------------- | --- | --- |
| 1  | La Bresse              | La Bresse             | 21 928            | 15                                 | Basse-sur-le-Rupt, La Bresse, Cornimont, Faucompierre, La Forge, Gerbamont, Rochesson, Sapois, Saulxures-sur-Moselotte, Le Syndicat, Tendon, Thiéfosse, Le Tholy, Vagney, Ventron. | |
| 2  | Bruyères               | Bruyères              | 19 443            | 51                                 | Aydoilles, Badménil-aux-Bois, Bayecourt, Beauménil, Belmont-sur-Buttant, Biffontaine, Bois-de-Champ, Brouvelieures, Bruyères, Champdray, Champ-le-Duc, Charmois-devant-Bruyères, Cheniménil, Destord, Deycimont, Docelles, Domèvre-sur-Durbion, Domfaing, Dompierre, Fays, Fiménil, Fontenay, Fremifontaine, Girecourt-sur-Durbion, Grandvillers, Gugnécourt, Herpelmont, Jussarupt, Laval-sur-Vologne, Laveline-devant-Bruyères, Laveline-du-Houx, Lépanges-sur-Vologne, Méménil, Mortagne, La Neuveville-devant-Lépanges, Nonzeville, La Neuveville-devant-Lépanges, Nonzeville, Padoux, Pallegney, Pierrepont-sur-l'Arentèle, Les Poulières, Prey, Rehaupal, Les Rouges-Eaux, Le Roulier, Sainte-Hélène, Sercœur, Vervezelle, Villoncourt, Viménil, Xamontarupt, Zincourt. | |
| 3  | Charmes                | Charmes               | 20 507            | 52                                 | Avillers, Avrainville, Battexey, Bettegney-Saint-Brice, Bettoncourt, Bouxières-aux-Bois, Bouxurulles, Brantigny, Bult, Chamagne, Charmes, Châtel-sur-Moselle, Clézentaine, Damas-aux-Bois, Deinvillers, Derbamont, Essegney, Évaux-et-Ménil, Fauconcourt, Florémont, Gircourt-lès-Viéville, Gugney-aux-Aulx, Hadigny-les-Verrières, Haillainville, Hardancourt, Hergugney, Jorxey, Langley, Madegney, Marainville-sur-Madon, Moriville, Moyemont, Nomexy, Ortoncourt, Pont-sur-Madon, Portieux, Pont-sur-Madon, Portieux, Rapey, Regney, Rehaincourt, Romont, Rugney, Saint-Genest, Saint-Maurice-sur-Mortagne, Saint-Vallier, Savigny, Socourt, Ubexy, Varmonzey, Vincey, Vomécourt, Vomécourt-sur-Madon, Xaronval. | |
| 4  | Darney                 | Darney                | 17 124            | 81                                 | Les Ableuvenettes, Ahéville, Ainvelle, Ameuvelle, Attigny, Bainville-aux-Saules, Bazegney, Begnécourt, Belmont-lès-Darney, Belrupt, Bleurville, Blevaincourt, Bocquegney, Bonvillet, Bouzemont, Châtillon-sur-Saône, Circourt, Claudon, Damas-et-Bettegney, Damblain, Darney, Dombasle-devant-Darney, Dommartin-aux-Bois, Dommartin-lès-Vallois, Dompaire, Escles, Esley, Fignévelle, Fouchécourt, Frain, Frénois, Gelvécourt-et-Adompt, Gignéville, Girancourt, Godoncourt, Gorhey, Grignoncourt, Hagécourt, Harol, Hennecourt, Hennezel, Isches, Jésonville, Lamarche, Légéville-et-Bonfays, Lerrain, Lironcourt, Madonne-et-Lamerey, Marey, Maroncourt, Martigny-les-Bains, Martinvelle, Mont-lès-Lamarche, Monthureux-sur-Saône, Morizécourt, Nonville, Pierrefitte, Pont-lès-Bonfays, Provenchères-lès-Darney, Racécourt, Regnévelle, Relanges, Robécourt, Romain-aux-Bois, Rozières-sur-Mouzon, Saint-Baslemont, Saint-Julien, Sans-Vallois, Senaide, Senonges, Serécourt, Serocourt, Les Thons, Tignécourt, Tollaincourt, Les Vallois, Vaubexy, Velotte-et-Tatignécourt, Ville-sur-Illon, Villotte, Viviers-le-Gras. | |
| 5  | Épinal-1               | Épinal                | 22 217            | 7 + fraction Épinal                | 1. Les communes suivantes : Arches, Chantraine, Chaumousey, Dinozé, Les Forges, Renauvoid, Sanchey. | La partie de la commune d'Épinal située sur la rive gauche de la Moselle. |
| 6  | Épinal-2               | Épinal                | 25 428            | 8 + fraction Épinal                | 1. Les communes suivantes : Archettes, La Baffe, Deyvillers, Dignonville, Dogneville, Jeuxey, Longchamp, Vaudéville. | La partie de la commune d'Épinal située sur la rive droite de la Moselle. |
| 7  | Gérardmer              | Gérardmer             | 24 285            | 16                                 | Anould, Arrentès-de-Corcieux, Ban-sur-Meurthe-Clefcy, Barbey-Seroux, La Chapelle-devant-Bruyères, Corcieux, Fraize, Gérardmer, Gerbépal, Granges-Aumontzey, La Houssière, Liézey, Plainfaing, Le Valtin, Vienville, Xonrupt-Longemer. | |
| 8  | Golbey                 | Golbey                | 25 276            | 12                                 | Chavelot, Darnieulles, Domèvre-sur-Avière, Fomerey, Frizon, Gigney, Golbey, Igney, Mazeley, Thaon-les-Vosges, Uxegney, Vaxoncourt. | |
| 9  | Mirecourt              | Mirecourt             | 16 627            | 6                                  | Ambacourt, Aouze, Aroffe, Balléville, Baudricourt, Biécourt, Blémerey, Boulaincourt, Châtenois, Chauffecourt, Chef-Haut, Courcelles-sous-Châtenois, Darney-aux-Chênes, Dolaincourt, Dombasle-en-Xaintois, Dommartin-sur-Vraine, Domvallier, Frenelle-la-Grande, Frenelle-la-Petite, Gironcourt-sur-Vraine, Houécourt, Hymont, Juvaincourt, Longchamp-sous-Châtenois, Maconcourt, Madecourt, Mattaincourt, Mazirot, Ménil-en-Xaintois, Mirecourt, Morelmaison, La Neuveville-sous-Châtenois, Oëlleville, Ollainville, Pleuvezain, Poussay, Pleuvezain, Poussay, Puzieux, Rainville, Ramecourt, Remicourt, Removille, Repel, Rouvres-en-Xaintois, Saint-Menge, Saint-Paul, Saint-Prancher, Sandaucourt, Soncourt, Thiraucourt, Totainville, Valleroy-aux-Saules, Vicherey, Villers, Viocourt, Vouxey, Vroville. | |
| 10 | Neufchâteau            | Neufchâteau           | 17 136            | 47                                 | Attignéville, Autigny-la-Tour, Autreville, Avranville, Barville, Bazoilles-sur-Meuse, Beaufremont, Brechainville, Certilleux, Chermisey, Circourt-sur-Mouzon, Clérey-la-Côte, Coussey, Domrémy-la-Pucelle, Frebécourt, Fréville, Grand, Greux, Harchéchamp, Harmonville, Houéville, Jainvillotte, Jubainville, Landaville, Lemmecourt, Liffol-le-Grand, Martigny-les-Gerbonvaux, Maxey-sur-Meuse, Midrevaux, Moncel-sur-Vair, Mont-lès-Neufchâteau, Neufchâteau, Pargny-sous-Mureau, Pompierre, Punerot, Rebeuville, Punerot, Rebeuville, Rollainville, Rouvres-la-Chétive, Ruppes, Sartes, Seraumont, Sionne, Soulosse-sous-Saint-Élophe, Tilleux, Trampot, Tranqueville-Graux, Villouxel. | |
| 11 | Raon-l'Étape           | Raon-l'Étape          | 22 984            | 40                                 | Allarmont, Anglemont, Ban-de-Sapt, Bazien, Belval, Brû, Celles-sur-Plaine, Châtas, Denipaire, Domptail, Doncières, Étival-Clairefontaine, Grandrupt, Hurbache, Luvigny, Ménarmont, Ménil-de-Senones, Ménil-sur-Belvitte, Le Mont, Moussey, Moyenmoutier, Nompatelize, Nossoncourt, La Petite-Raon, Le Puid, Raon-l'Étape, Raon-sur-Plaine, Roville-aux-Chênes, Saint-Benoît-la-Chipotte, Saint-Jean-d'Ormont, Saint-Pierremont, Saint-Remy, Saint-Stail, Sainte-Barbe, Le Saulcy, Senones, Le Saulcy, Senones, Le Vermont, Vexaincourt, Vieux-Moulin, Xaffévillers. | |
| 12 | Remiremont             | Remiremont            | 24 798            | 9                                  | Cleurie, Éloyes, Jarménil, Pouxeux, Raon-aux-Bois, Remiremont, Saint-Amé, Saint-Étienne-lès-Remiremont, Saint-Nabord. | |
| 13 | Saint-Dié-des-Vosges-1 | Saint-Dié-des-Vosges  | 23 912            | 10 + fraction Saint-Dié-des-Vosges | 1. Les communes suivantes : Autrey, La Bourgonce, Housseras, Jeanménil, Rambervillers, Saint-Gorgon, Saint-Michel-sur-Meurthe, La Salle, Taintrux, La Voivre. | La partie de la commune de Saint-Dié-des-Vosges située à l'ouest d'une ligne définie par l'axe des voies et limites suivantes : depuis la limite territoriale de la commune de Sainte-Marguerite, ligne de chemin de fer d'Épinal à Rothau, gare SNCF, place Pierre-Semard, rue Gambetta, rue Thiers, place du Général-de-Gaulle, quai du Torrent, avenue de Robache (route départementale 49), chemin de la ferme d'Ortimont et son prolongement jusqu'à l'extrémité du chemin rural du Dessus-de-l'Orme, chemin rural du Dessus-de-l'Orme, route forestière de la Bure et son prolongement, jusqu'à la limite territoriale de la commune d'Hurbache. |
| 14 | Saint-Dié-des-Vosges-2 | Saint-Dié-des-Vosges  | 22 974            | 25 + fraction Saint-Dié-des-Vosges | 1. Les communes suivantes : Ban-de-Laveline, Bertrimoutier, Le Beulay, Coinches, Combrimont, La Croix-aux-Mines, Entre-deux-Eaux, Frapelle, Gemaingoutte, La Grande-Fosse, Lesseux, Lubine, Lusse, Mandray, Nayemont-les-Fosses, Neuvillers-sur-Fave, Pair-et-Grandrupt, La Petite-Fosse, Provenchères-et-Colroy, Raves, Remomeix, Saint-Léonard, Sainte-Marguerite, Saulcy-sur-Meurthe, Wisembach. | La partie de la commune de Saint-Dié-des-Vosges non incluse dans le canton de Saint-Dié-des-Vosges-1. |
| 15 | Le Thillot             | Le Thillot            | 17 266            | 10                                 | Bussang, Dommartin-lès-Remiremont, Ferdrupt, Fresse-sur-Moselle, Le Ménil, Ramonchamp, Rupt-sur-Moselle, Saint-Maurice-sur-Moselle, Le Thillot, Vecoux. | |
| 16 | Le Val-d'Ajol          | Le Val-d'Ajol         | 19 704            | 21                                 | Bellefontaine, La Chapelle-aux-Bois, Charmois-l'Orgueilleux, Le Clerjus, Dounoux, Fontenoy-le-Château, Girmont-Val-d'Ajol, Grandrupt-de-Bains, Gruey-lès-Surance, Hadol, La Haye, Montmotier, Plombières-les-Bains, Trémonzey, Uriménil, Uzemain, Le Val-d'Ajol, Vioménil, Les Voivres, La Vôge-les-Bains, Xertigny. | |
| 17 | Vittel                 | Vittel                | 17 091            | 45                                 | Aingeville, Aulnois, Auzainvilliers, Bazoilles-et-Ménil, Belmont-sur-Vair, Bulgnéville, Contrexéville, Crainvilliers, Dombrot-le-Sec, Dombrot-sur-Vair, Domèvre-sous-Montfort, Domjulien, Estrennes, Gemmelaincourt, Gendreville, Hagnéville-et-Roncourt, Haréville, Lignéville, Malaincourt, Mandres-sur-Vair, Médonville, Monthureux-le-Sec, Morville, La Neuveville-sous-Montfort, Norroy, Offroicourt, Parey-sous-Montfort, Rancourt, Remoncourt, Rozerotte, Saint-Ouen-lès-Parey, Saint-Remimont, Saulxures-lès-Bulgnéville, Sauville, Suriauville, They-sous-Montfort, Suriauville, They-sous-Montfort, Thuillières, Urville, La Vacheresse-et-la-Rouillie, Valfroicourt, Valleroy-le-Sec, Vaudoncourt, Vittel, Viviers-lès-Offroicourt, Vrécourt. | |
|    |                        |                       | 358 700           | 515                                | | |

### Répartition par arrondissement
Contrairement à l'ancien découpage où chaque canton était inclus à l'intérieur d'un seul arrondissement, le nouveau découpage territorial s'affranchit des limites des arrondissements. Certains cantons peuvent être composés de communes appartenant à des arrondissements différents. Dans le département des Vosges, c'est le cas de quatre cantons (Bruyères, Darney, Raon-l'Étape et Saint-Dié-des-Vosges-1).
Le tableau suivant présente la répartition par arrondissement :
| N° | Canton                 | Épinal              | Neufchâteau | Saint-Dié-des-Vosges               | Total                              |
| -- | ---------------------- | ------------------- | ----------- | ---------------------------------- | ---------------------------------- |
| 1  | La Bresse              | 15                  |             |                                    | 15                                 |
| 2  | Bruyères               | 37                  |             | 14                                 | 51                                 |
| 3  | Charmes                | 52                  |             |                                    | 52                                 |
| 4  | Darney                 | 56                  | 26          |                                    | 82                                 |
| 5  | Épinal-1               | 7 + fraction Épinal |             |                                    | 7 + fraction Épinal                |
| 6  | Épinal-2               | 8 + fraction Épinal |             |                                    | 8 + fraction Épinal                |
| 7  | Gérardmer              |                     |             | 17                                 | 17                                 |
| 8  | Golbey                 | 14                  |             |                                    | 14                                 |
| 9  | Mirecourt              |                     | 56          |                                    | 56                                 |
| 10 | Neufchâteau            |                     | 47          |                                    | 47                                 |
| 11 | Raon-l'Étape           | 13                  |             | 27                                 | 40                                 |
| 12 | Remiremont             | 9                   |             |                                    | 9                                  |
| 13 | Saint-Dié-des-Vosges-1 | 5                   |             | 5 + fraction Saint-Dié-des-Vosges  | 10 + fraction Saint-Dié-des-Vosges |
| 14 | Saint-Dié-des-Vosges-2 |                     |             | 26 + fraction Saint-Dié-des-Vosges | 26 + fraction Saint-Dié-des-Vosges |
| 15 | Le Thillot             | 10                  |             |                                    | 10                                 |
| 16 | Le Val-d'Ajol          | 24                  |             |                                    | 24                                 |
| 17 | Vittel                 |                     | 45          |                                    | 45                                 |
|    |                        | 251                 | 174         | 90                                 | 515                                |